# Neigem
Neigem es un poblado en la provincia belga de Flandes Oriental y parte de la región de Ninove. El pueblo tiene una superficie de 1,06km². Neigem se encuentra en la llamada Pajottenland.

## Historia
Neigem se encontraba en la Edad Media en el terreno limítrofe entre el Condado de Flandes y el Ducado de Brabante. Los registros más antiguos sobre el lugar se remontan al siglo XII. En una acta de 1189 se menciona al pueblo como Eighen. El nombre viene de la palabra germana  aigina, o propiedad. En un documento de 1195 y de 1265 aparece el nombre Allodium, que también tendría un significado semejante. Esto quería decir que estaba libre de feudos. Neigem fue propiedad de los señores de Wedergraete, en la Tierra de Aalst. El castillo de los señores de Wedergraete se alzaba cerca del pueblo en lo que ahora es Meerbeke. Fue reconstruido en el siglo XX.

## Sitios de interés

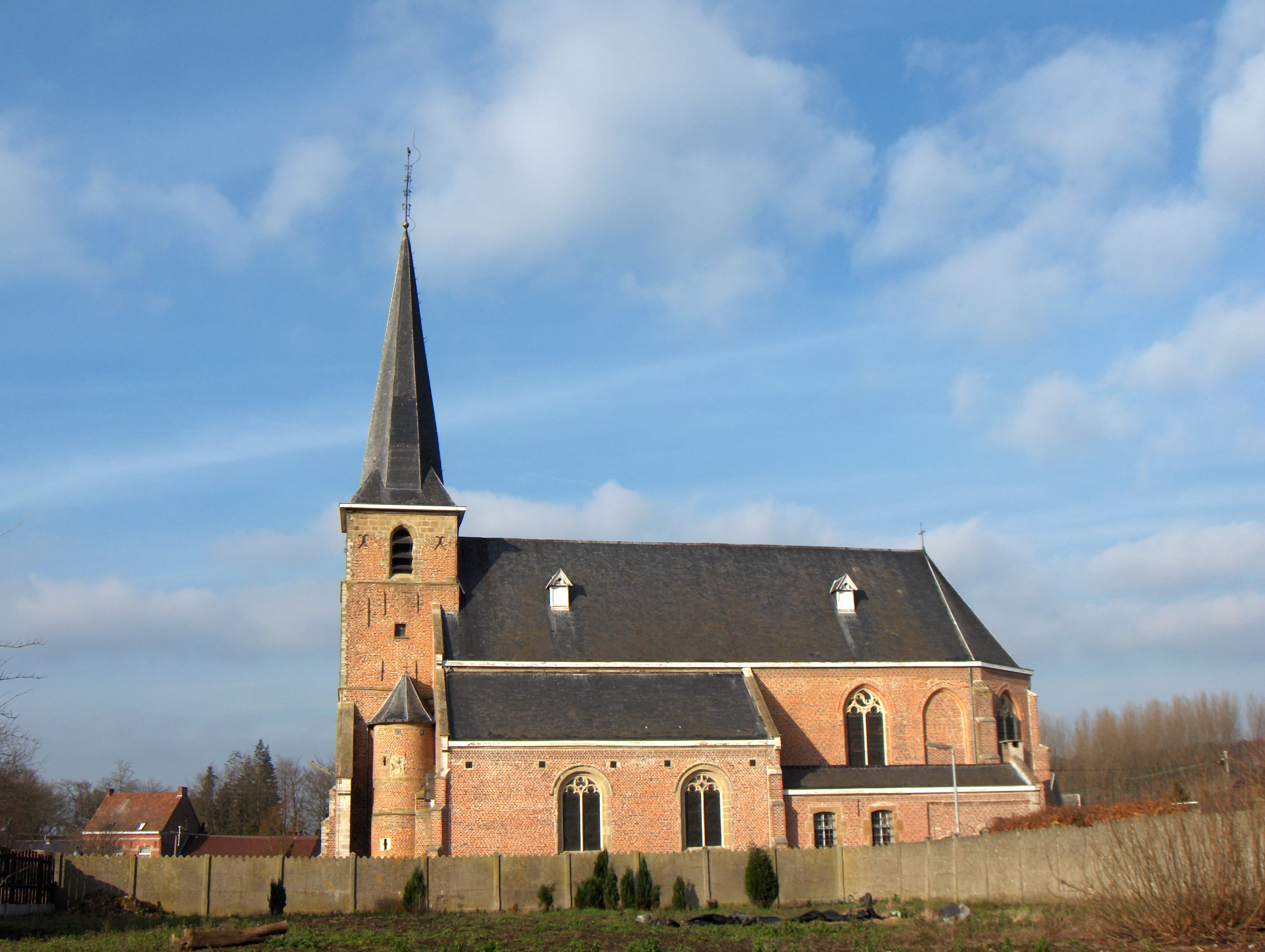
Iglesia de Santa Margarita

- La iglesia gótica de Santa Margarita
- El bosque de Neigembos
- La arquitectura romance de la Capilla de Nuestra Señora

- Datos: Q2766330
- Multimedia: Neigem / Q2766330